# 보살계
보살계(菩薩戒)는 대승불교 수행자가 지키는 계율을 말한다. 대승계(大乘戒) 또는 대승보살계(大乘菩薩戒)라고도 한다.
대표적인 것은 《범망경》의 범망계(梵網戒)와 《유가사지론》와 유가계(瑜伽戒)이며, 《보살영락본업경》의 삼취정계(三聚淨戒)도 다른 계율을 가지고 있지만 보살계로 본다. 이렇게 보살계의 내용을 싣고 있는 책들을 《보살계본》(菩薩戒本) 또는 《보살계경》(菩薩戒經)이라고 한다.
근본불교의 계율이 출가한 수행자가 대상이었던 것과 달리, 대승불교의 보살계는 재가자도 수계할 수 있다. 이는 대승이 진속불이(真俗不二)의 정신을 바탕으로 하고 있다는 것을 보여준다. 또한 근본불교의 계율이 성문도에 초점이 맞추어져 있는 것과는 달리, 보살계는 보살도를 위한 것이다. 즉, 성문, 연각이 아닌, 보살을 기르기 위한 계율이 보살계인 것이다. 따라서 근본불교의 계율과 보살계는 초기불교와 대승불교의 관계와 똑같다고 할 수 있다.
즉, 초기불교가 불멸(佛滅) 후 '부파화(部派化)' 되면서 소승불교로 전락하고, 변견(邊見), 유견(有見)에 떨어져 부처님의 본래 가르침이 훼손되자, 불교를 중도(中道)와 연기법에 다시 합치되게끔 원래대로 복구시키고, 석가모니불의 가르침을 수동적으로만 받아들였던 성문승들과는 달리, 석가모니가 부처가 되기 이전의 보살이었을 때를 주목하여, 장대한 인류애, 모든 중생에 대한 숭고한 박애 정신을 실천하고자 하는 운동이 바로 대승이였던 것이다. 그렇기 때문에, 대승불자의 목표이자 이상향인, 이런 보살을 양육하기 위해서는, 기존의 율과는 다른, 보살정신에 맞는 율이 제정될 필요가 있었고, 그것이 계의 형식으로 표출된 것이 바로 보살계였던 것이다. 이런 성문불교와 대승불교의 다른 목표점, 지향점을 알고 볼 수 있다면, 언뜻 보기에는 양립할 수 없어 보이는 보살계와 근본불교의 계율이 어떻게 양립되는지가 금방 이해가 될 수 있게 되는 것이다.

## 이름
대승불교는 열반에 이르는 길이 성문승(聲聞乘), 연각승(緣覺乘), 보살승(菩薩乘) 3가지(삼승)라고 주장하였는데, 셋 가운데 보살승, 즉 대승불교가 따르는 계율이라는 의미이다. 그래서 대승불교에서는 근본불교의 본래 계율을 성문계로 오히려 구별해서 부른다.
종파에 따라서 원돈계(圓頓戒), 원돈무작계(圓頓無作戒), 대승원돈계(大乘圓頓戒), 일심금강계(一心金剛戒), 일승원계(一乘圓戒), 원계(圓戒), 삼매야계(三昧耶戒), 무상심지계(無相心地戒), 무상심지대계(無相心地大戒), 심지대계(心地大戒), 무상계(無相戒), 불심종정계(佛心宗正戒)라고도 부른다. 대부분 범망계를 의미한다.

## 기원
《화엄경》의 십지품, 정행품에서 대승불교 계율이 시작한 것으로 추측한다. 《보살영락본업경》도 화엄경과 깊은 관련이 있는 것으로 추측된다.

## 신라로의 유입
신라 초기에는 사분율에 대한 주석서가 많이 발표되었으나, 7세기 이후로 보살계에 대한 연구서가 많아지고, 경덕왕이 보살계를 받기도 한 것으로 보아 7세기 전후에 널리 유입된 것으로 추정된다.
보살계의 보급에 원효가 큰 역할을 한 것으로 추정하고 있다. 원효가 《보살계본지범요기》에서 사분율과 보살계의 융합을 시도한 것으로 보는 견해도 있다.

## 근본불교 계율과의 차이
- 재가자도 수계할 수 있다.
- 여러 차이 때문에 구족계와 범망계가 양립할 수 없다는 주장도 있다.[3][4]

- 구족계와 범망계의 차이는 유가계와 범망계를 비교해보면 더 잘 드러난다. 유가계는 4중(重) 43(輕戒)로 이루어져있다. 그런데 유가계에는 4바라이죄에 대한 계목이 없다. 즉, 범망경에는 10 중계 중 가장 처음에 나오는, 또 4바라이에 해당하기도 하는 不殺, 不淫, 不妄, 不盗가 유가계에는 아예 등장하지 않는 것이다. 이것은 왜 그런 것일까?  성엄(聖嚴) 법사는 이에 대해 보살계는 頓立戒로, 오계, 팔계 혹은 성문계의 기초를 차례로 거치지 않고 바로 성립되기 때문에 자연히 불살생, 불음행, 불투도, 불망어 같은 바라이죄가 언급되는 반면, 유가계는 점진적으로 올라가는 계로서, 범망계와는 달리 그 안에 삼취정계의 하나로, 성문계인 별해탈율의를 포함하고 있기 때문에, 유가계는 오계, 사미계, 비구계를 받은 후 받게 된다. (즉, 不殺, 不淫, 不妄, 不盗 같은 바라이죄가 이미 성문율인 별해탈율의에 포함되어 있으므로 유가보살계에서는 이 4바라이를 제외한 섭선법계와 섭중생계에 집중하게 되는 것이다.)
- 즉, 범망계는 돈립계로, (구족계 없이도) 자체 기능한다. 다시 말해, 범망 10중대계와 48경계의 계목들 안에 사분율 같은 구족계에 해당하는 것들이 모두 종합되어 녹아 들어가 있는 것이다.[5]
- 이는, 범망경은 우바새, 우바이, 사미, 사미니, 식차마나, 비구, 비구니의 칠중(七衆)의 별해탈율의가 아닌, 범망경의 10중 48경계로서 출, 재가의 通受를 설명한다는 뜻이다.
- 이러한 범망계의 특징은, 동아시아의 유가계와 범망계라는 2대 보살계 전통 중, 범망계 전통에 속한 보살영락본업경에 이르면 더 확연히 드러나게 된다. 영락경의 대중수학품(大衆受學品)에서는, 삼취정계 중, 범망 10중계를 섭률의계로 보며, 10중계를 일체의 별해탈율의라고 보기까지 한다. 이는 즉, 범망 십중계를 수지하면 모든 칠중의 계가 자연스레 수계된다는 뜻이다. 이것은 유가계의 삼취정계처럼 다른 계를 함께 받는 것을 인정하는 중수(重受)가 아니라, 오히려 10중계를 수지함으로써 다른 계와 율도 자연스레 받게 되는 단수(單受)를 통한 중수의 개념이다. 이러한 영락경과 범망경의 특징은 수계를 중시하는 것에서 마음 자체를 중시했기 때문이다. 심법계체(心法戒體)가 있었기에 가능한 구조였던 것이다.[6]